# Абдуллаев, Самед Гамид оглы
Саме́д Гамидович Абдулла́ев (азерб. Səməd Həmid oğlu Abdullayev; 1920 — 5 ноября 1943) — Герой Советского Союза, участник Великой Отечественной войны.

## Биография
Самед Гамид оглы Абдуллаев родился в 1920 году в селе Голчаты (ныне — в Агдашском районе Азербайджана).
По национальности азербайджанец.
С 1937 года, по окончании Агдашского педагогического техникума, работал учителем в селе Куснет Варташенского района Азербайджанской ССР (ныне Огузский район Азербайджана).

### Участие в Великой Отечественной войне
В 1938 году был призван Агдашским РВК Азербайджанской ССР в ряды РККА, окончил школу санитарных инструкторов в Тбилиси.
С июня 1941 года принимал участие в боях на фронтах Великой Отечественной войны. В одном из боёв был ранен и отправлен в госпиталь; после лечения вернулся в свою часть.
Приказом № 7/н от 10.06.1943 года по 1339 сп 318 сд 18 А Северо-Кавказского фронта санинструктор 3-й стрелковой роты 1-го стрелкового батальона старшина медицинской службы Абдулаев награждён медалью «За отвагу» за то, что во время оказания помощи раненым уничтожил огнём из личного оружия 19 гитлеровцев.
Санинструктор Самед Гамид оглы Абдуллаев 1 ноября 1943 года в ходе Керченско-Эльтигенской десантной операции высадился на Керченском полуострове в районе посёлка Эльтиген. Под сильным огнём гитлеровцев выносил с поля боя раненых, оказывал им первую помощь. Так, когда во время одной из атак гитлеровцы вплотную подошли к позициям подразделения Самеда Гамида оглы Абдуллаева, старшина медицинской службы, зная, что на поле боя остался раненый командир, бросился вперёд, забросав наступавших немцев гранатами, обратил их в бегство и спас командира. Защищая раненых, в рукопашной схватке мужественный воин убил 5 гитлеровцев.
5 ноября 1943 года старшина медицинской службы Самед Гамид оглы Абдуллаев погиб в ходе боя. Похоронен в посёлке Эльтиген (сейчас — посёлок Героевское, находящийся в черте города Керчь).
Указом Президиума Верховного Совета СССР от 17 ноября 1943 года за образцовое выполнение боевых заданий командования на фронте борьбы с немецкими захватчиками и проявленные при этом мужество и геройство старшине медицинской службы Самеду Гамиду оглы Абдуллаеву присвоено звание Героя Советского Союза (посмертно). Грамота вручена матери Аликперовой Хаси Якуб Кызы.

## Документы
- Информация из приказа об исключении из списков в электронном банке документов ОБД «Мемориал»

- Информация из приказа об исключении из списков в электронном банке документов ОБД «Мемориал»

- Информация из документов, уточняющих потери в электронном банке документов ОБД «Мемориал»

- Герой Советского Союза (Орден Ленина и медаль «Золотая звезда») - наградной лист[[Подвиг народа]] (Сайт).
- Абдулаев Самед Гамедович Приказ (указ) о награждении  [[Подвиг народа]] (Сайт).
- Медаль «За отвагу»  [[Подвиг народа]] (Сайт).

## Память
- В городе Агдаш на доме, в котором жил Самед Гамид оглы Абдуллаев, установлена мемориальная доска.
- В честь Самеда Гамида Абдуллаева названа средняя школа в родном селе.